# Machimus stanfordae
Machimus stanfordae là một loài ruồi trong họ Asilidae. Machimus stanfordae được Martin miêu tả năm 1975. Loài này phân bố ở vùng Tân Bắc giới.